# Blaesoxipha carinata
Blaesoxipha carinata är en tvåvingeart som beskrevs av Boris Borisovitsch Rohdendorf 1937. Blaesoxipha carinata ingår i släktet Blaesoxipha och familjen köttflugor.
Artens utbredningsområde är Uzbekistan. Inga underarter finns listade i Catalogue of Life.